# Annalee (Marvel Comics)
Annalee a Marvel Comics képregények egyik szereplője. Első megjelenése a Power Pack című kiadvány 12. részében történt. Megalkotói Louise Simonson és June Brigman.

## A kitalált szereplő története
Származása ismeretlen, valószínűleg házas és amerikai állampolgár volt. Annalee a Morlockok néven ismert számkivetett mutánscsoport tagja. Vér szerinti gyermekeit egy akkor még ismeretlen gyilkos megölte egy sikátorban Ezt követően, Szépséges Álmodó nevű Morlock társa cinkosságával megpróbálta a Power Kölykök négy tagját arra kényszeríteni, hogy nevelt gyermekei legyenek, ám kísérlete kudarcba fulladt. Mindazonáltal Pióca nevelése minden jel szerint vigaszt hozott életébe. 
Mikor a Martalócok behatoltak az „Utcába” Annalee-t is megölték. 
Szép jónapot. Te Annalee vagy, a félelmek kivetítője? Ha engem próbálsz elijeszteni, attól tartok nehéz dolgod lesz
Kolosszus és Árnymacska megpróbálták megmenteni, de az asszony végül Callisto karjaiban halt meg.

## Különleges képességei
Annalee mint minden Morlock, mutáns. Szuperképessége, hogy az általa ismert bármely érzést fel tudja idézni másokban.